# Raffaele Monti
Raffaele Monti (Milão, 1818 - 16 de outubro de 1861) foi um escultor e poeta italiano.

## Biografia
Nascido em Milão (outras fontes indicam Iseo ou Ticino) em 1818, ele estudou escultura na Academia Real Imperial de Belas Artes de Milão, com seu pai como mentor. Quando ele era muito jovem, ganhou uma medalha de ouro por dois grupos exibidos em 1838, chamados Alessandro ammaestra Bucefalo e Aiace, que defendiam o corpo de Pátroclo, depois ingressou na escola Lombarda junto com Pietro Magni e Vincenzo Vela, ele tentou reagir à dureza do neoclassicismo então em voga. Graças à medalha concedida pela Academia, ele foi convidado para Viena, onde foi muito apreciado e onde estudou por quatro anos, depois se mudou para Budapeste para trabalhar no Museu Nacional Húngaro, sob liderança de Ludwig Schaller, e retornou à Milão em 1842. Entre 1846 e 1847, ele foi para a Inglaterra, para a comissão de La vestale velata, mas retornou imediatamente para a Itália, impulsionado por levantes populares: ele se alistou e se tornou um oficial da Guarda Nacional de Milão. Sentindo o fracasso dos movimentos revolucionários, em 1848 ele decidiu voltar para a Inglaterra, onde viveu o resto do tempo. Ele estabeleceu um estúdio na rua Great Marlborough no número 45 e começou a ter uma série de comissões para monumentos funerários. Em 1851, a Grande Exposição organizada no Palácio de Cristal lhe deu a oportunidade de alcançar uma certa fama: ele exibiu várias de suas obras, como Eva após o outono, Le pescatrici, um escravo circassiano no mercado de Constantinopla, Angélica e Medoro, Innocenza e O véu Vestal . Este último foi amplamente aclamado, mas foi Eva quem ganhou o prêmio. Sua capacidade de recriar figuras veladas, como a Virgem Vestal ou o Escravo Circassiano, criou uma grande fama e uma grande demanda ao seu redor. Ele exibiu seus trabalhos na Academia Real de Artes em 1853, 1854 e 1860; e em 1862, durante a Exposição Internacional, exibiu a obra La Notte. No final de sua vida, ele se interessou por galvanoplastia e trabalhou na Elkington & Co., uma empresa em Birmingham. Suas condições econômicas, no entanto, permaneceram precárias e ele morreu na pobreza.

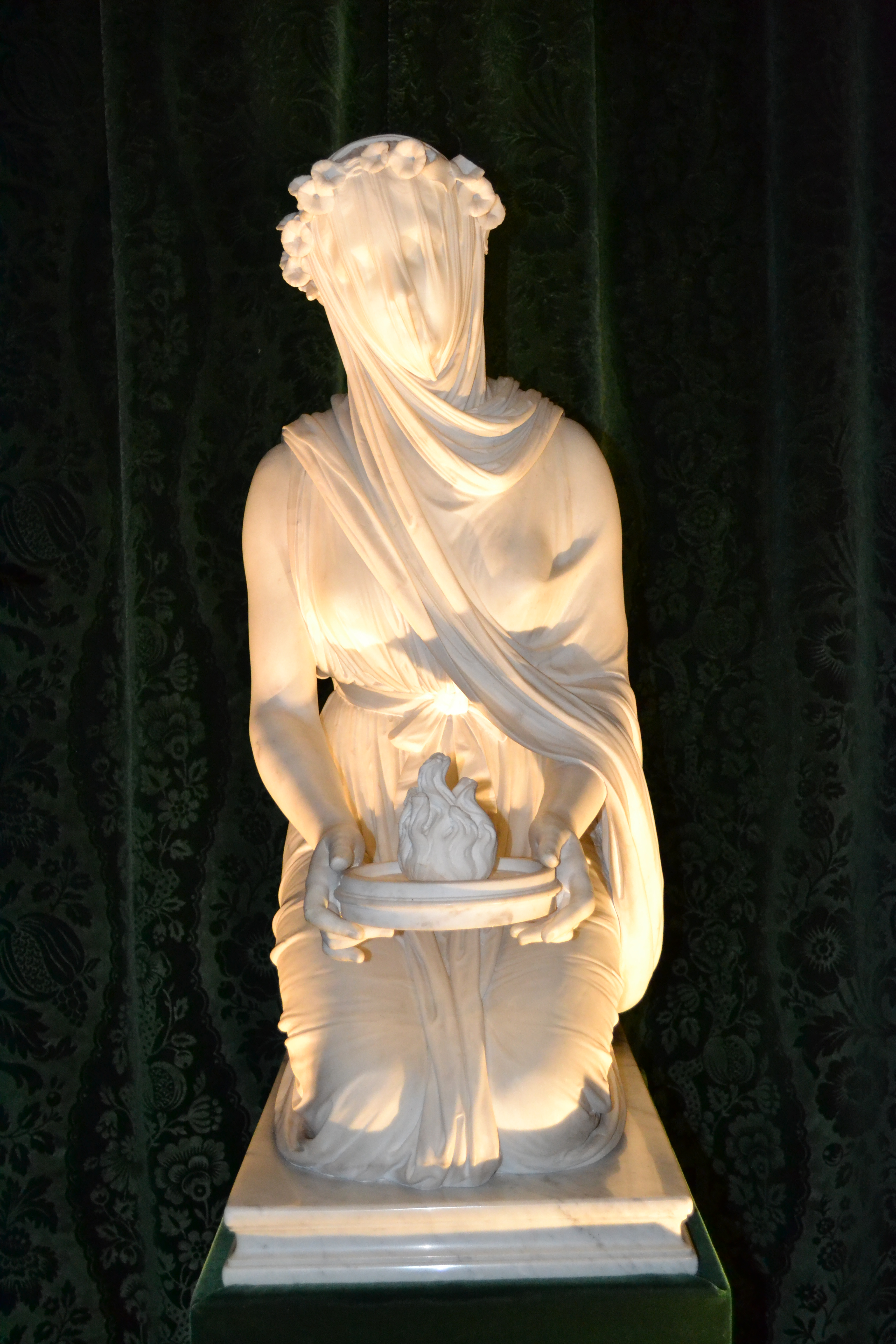
A vestal velada, como representada na Casa Chatsworth.

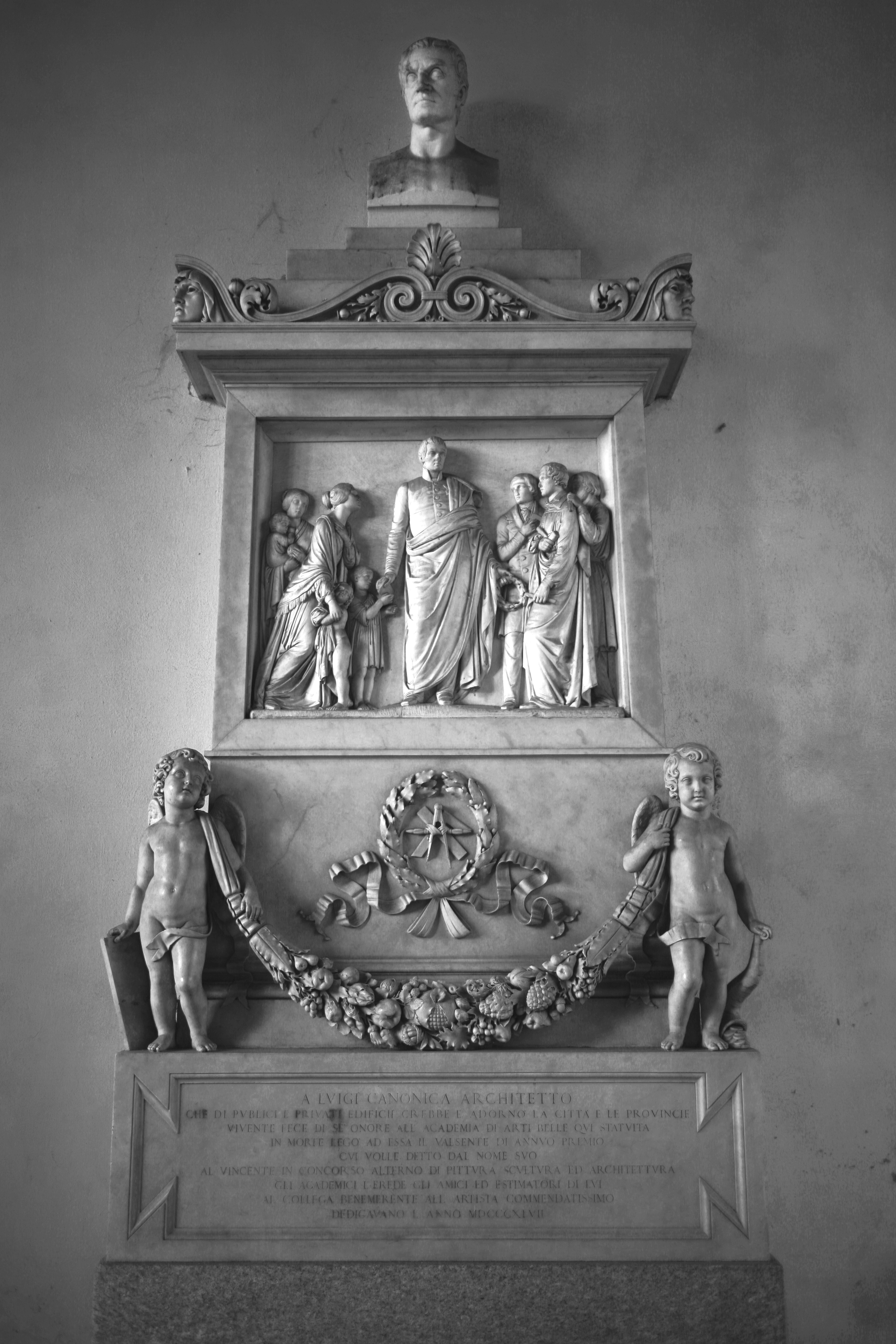
O monumento à Canonica, Accademia di Brera, 1846-1847

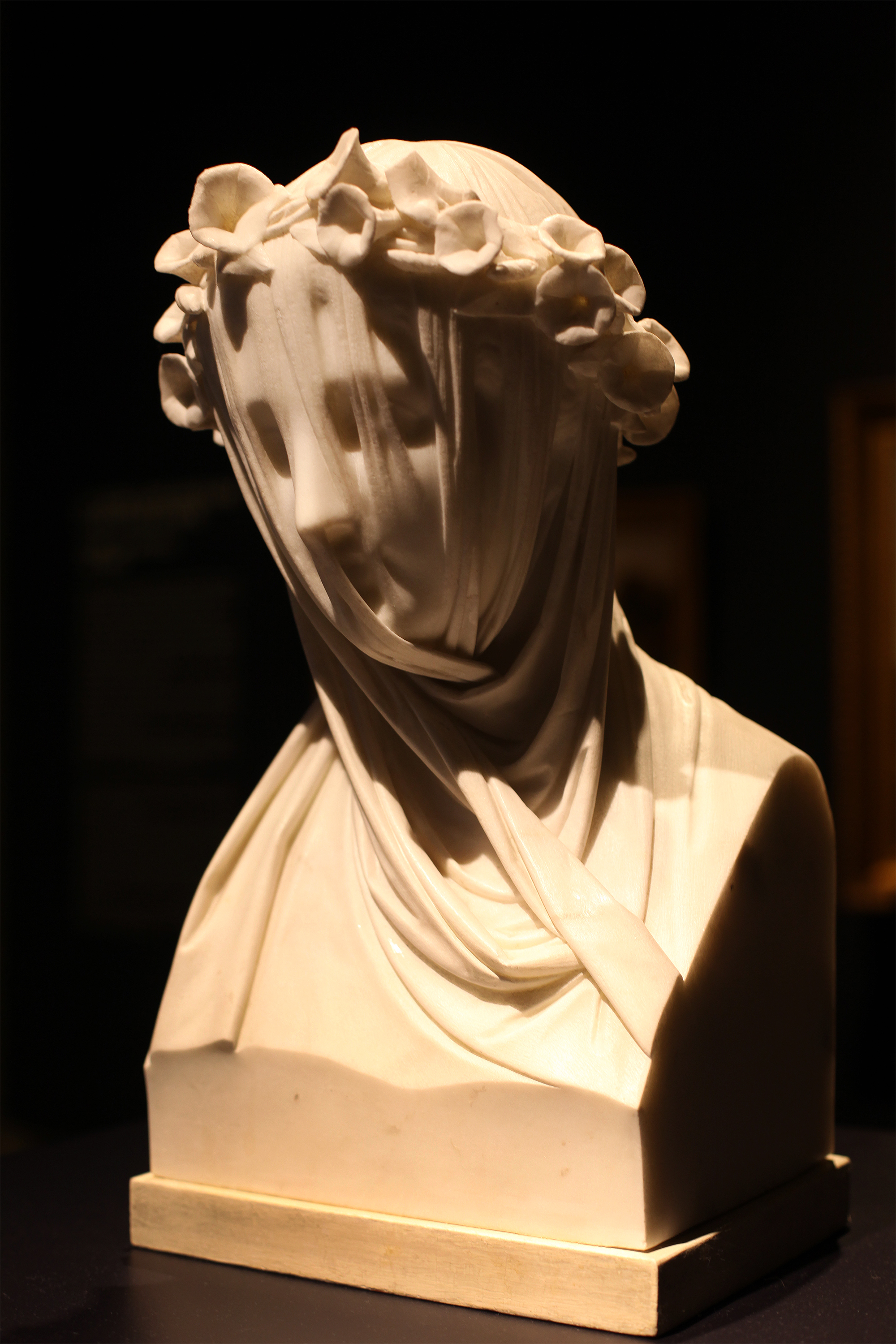
Senhora velada (1845), Racconigi Castle

## Trabalhos
- Alessandro ammaestra Bucefalo, grupo (1838, perdido).[2]
- Aiace che difende il corpo di Patroclo, grupo (1838, perdido).
- La dama velata (busto). Criada provavelmente em 1845, rapresenta uma peça antecedente à Vestale velata esculpida na Inglaterra.  Atualmente está na Galleria di Eolo do Castello Reale di Racconigi. Uma cópia criada em c. 1860 está no Minneapolis Institute of Arts.
- Monumento onorario a Luigi Canonica. Está na 'Accademia di Brera a Milano. L'opera è firmata R. Monti 1846, 1847.[6]
- La vestale velata. Solicitado pelo VI Duque de Devonshire em 18 de 1846. Foi exposta na Grande Exposição de 1851 no Palácio de Cristal[7] e alcançou enorme sucesso. O autor, no entanto, chamou isso de "uma piada". Depois de provavelmente ter sido exibida na Chiswick House por muitos anos, ela veio para a Chatsworth House em 1999, onde agora está presente.[8] Em 1861, a Crystal Palace Art Union, uma empresa privada criada por Thomas Battam Jr. em 1858, ele criou um busto baseado no trabalho anterior; o busto mencionado acima se tornou um dos mais famosos já produzidos em mármore pariano. Atualmente, está alojado no Museu Fitzwilliam.
- Monumento funerário de Lady Barbara Ashley-Cooper. Esculpida em 1848, de inspiração gótica, apresenta o falecido como uma mulher adormecida protegida por dois anjos da guarda, vestidos de maneira neo-medieval. Está localizado na igreja de São Nicolau, em Hatherop.[9]
- Schiava circassa nel mercato di Costantinopoli, 1851 c., exibido no Palácio de Cristal durante a Grande Exposição. A versão em mármore foi perdida, enquanto cópias em tamanho pequeno permaneceram. Um deles, provavelmente pertencente a um grupo de obras vendidas diretamente por Raffaele Monti através da Christie's em 22 de junho de 1855, agora está alojado na Wallace Collection.[10]
- Veritas, 1853,propriedade do Museu António Medeiros e Almeida, em Lisboa.
- Statue allegoriche, fonte decorativa, 1853.
- La donna velata, (1854), exposta no Metropolitan Museum of Art.
- Estátua do Padre Tamigi, 1854.
- Estátua de Charles Stewart, III marchese di Londonderry, 1861.[11]
- Abbellimenti nella Great Hall del Mentmore Towers con l'aiuto di Joseph Paxton, 1857.
- Ideazione e creazione del bassorilievo, 1858.
- Il sonno del dolore e il sogno della gioia, 1861
- La Notte, estátua em porcellana que imita o marmo pario, idealizada em 1862 e produzida para a Copeland and sons para a International Exhibition de Londres.
- La Mattina, estátua como La Notte, provavelmente perdida.
- Progetto di centrotavola placcato d'argento per la Mansion House. (1863).
- Donna velata (atribuida).

## notas
1. ↑  'Raffaelle Monti', Mapping the Practice and Profession of Sculpture in Britain and Ireland 1851-1951, University of Glasgow History of Art and HATII, online database 2011 in Mapping Sculpture - Mapping the Practice and Profession of Sculpture in Britain and Ireland 1851-1951
2. 1 2  [ligação inativa], in http://217.204.55.158 Arquivado em 2013-04-19 no Wayback Machine.
3. ↑  An Italian white marble bust of a veiled lady in www.christies.com/
4. ↑  The Sleep of Sorrow and the Dream of Joy in Search the Collections | Victoria and Albert Museum
5. ↑  Eve after the fall by Raffaello Monti in www.mutualart.com.
6. ↑  Guida Milanese: Per L'Anno bistestile 1848, Volumi 21-24. [S.l.]: Placido Maria Visaj. 1848
7. ↑  The Bride in [ligação inativa].
8. ↑  A Veiled Vestal Virgin Arquivado em 2015-04-02 no Wayback Machine in www.chatsworth.org.
9. ↑  [ligação inativa] in http://217.204.55.158 Arquivado em 2013-04-19 no Wayback Machine.
10. ↑  Circassian Slave Arquivado em 2017-11-13 no Wayback Machine in Wallace Collection Online - The Collection | Highlights
11. ↑  Monument to Third Marquis of Londonderry Arquivado em 2015-09-24 no Wayback Machine in www.pnsa.org.uk.